# Ye Banished Privateers
Ye Banished Privateers är ett svenskt band från Umeå som bildades 2008. Deras låtar är inspirerade av traditionell irländsk och skandinavisk folkmusik och även om texterna är fiktion så utspelar de sig 300 år tillbaka i tiden där besättningen Ye Banished Privateers inte sällan hamnar mitt i de historiska händelsernas centrum.

## Biografi
Bandets musik karaktäriseras av ett tydligt pirattema. Ye Banished Privateers debutalbum Songs and Curses (No Label) släpptes den 19 september 2012 på ”Talk Like a Pirate Day”. Skivan lanserades bland annat genom en veckas placering på fildelarsiten The Pirate Bay’s förstasida, där bandet valt att göra skivan tillgänglig för gratis nedladdning. Lanseringen resulterade i att Songs and Curses under en kortare tidsperiod var den mest nedladdade skivan på The Pirate Bay. Ye Banished Privateers andra album The Legend of Libertalia släpptes i september 2014.
2017 släpptes deras tredje album, First Night Back in Port, på skivbolaget Napalm. Deras fjärde album, Hostis Humani Generis släpptes i början av 2020. Under 2021 släppte bandet ett julalbum A pirate stole my Christmas.
Ye Banished Privateers har vunnit många kategorier hos Celtcast Fantasy Awards genom åren:
- 2017 Best Album – First Night Back in Port
- 2019 Best Video – No Prey, no Pay
- 2019 Best Live Act – Ye Banished Privateers
- 2020 Best Online Act – Drunken Rehearsals
- 2020 Best Music Video – Rowing with one Hand
- 2020 Best Album – Hostis Humani Generis
- 2021 Best Song – Ring the Bells

## Medlemmar
Bandet fungerar som ett musikkollektiv där bandets medlemmar turas om att ta spelningarna. De är runt 20 aktiva musiker i bandet men brukar vara 8-12 på scenen under en spelning. 
Idag aktiva medlemmar är:
- Anders "Nobility" Nyberg – leksakspiano och sång
- Anton "Taljenblock" Teljebäck – viola pomposa och kalimba
- Björn "Bellows" Malmros – dragspel, munspel, och sång
- Eva "Eva the Navigator" Maaherra Lövheim – fiol och sång
- Frida “Freebird” Granström – fiol och sång
- Hampus "Monkey Boy" Holm – slagverk
- Ina "Battery" Molin – slagverk
- Jens "Wan Chou Zhong" Tzan Choong – guitalele, banjo och sitar
- Jim "Silent Jim" Sundström – mandolin, banjo och sång
- Jonas "Hog Eye McGinn" Nilsson – 5-strängad banjo och sång
- Magda "Magda Malvina Märlprim" Andersson – sång och gitarr
- Martin "Scurvy Ben" Gavelin – slagverk och sång
- Nick "Meat stick Nick" Bohman – kontrabas, ukulelebas och bastrombon
- Peter "Quartermaster Blackpowder Pete" Mollwing – sång och havstrumma
- Richard "Old Red" Larsson – kontrabas, ukulelebas och gitarr
- Stina "Filthylocks" Hake – blockflöjt, gitarr och sång
- William "Shameless Will" Hallin – sång

## Diskografi
Album
- 2012 – Songs and Curses (Luxury)
- 2014 – The Legend of Libertalia (Totentanz Records)
- 2017 – First Night Back in Port (Napalm Records)
- 2020 – Hostis Humani Generis (Napalm Records)
- 2021 - A pirate stole my christmas (Napalm records)

Samlingsskivor
- 2013 – The Swashbuckling Sound of Pirates – Der Grosse Piraten Entertainment Markt – 20 pieces of Scurvy Seasongs (Totentanz Records)
- 2014 – Best of MPS 2014 (Totentanz Records)